# Remorques
Remorques is een Franse film  van Jean Grémillon die uitgebracht werd in 1941. 
De film is gebaseerd op de gelijknamige roman (1935) van Roger Vercel.

## Samenvatting
André Laurent is de kapitein van een bergingssleepboot. Hij woont samen met zijn zieke vrouw Yvonne in de Bretonse havenstad Brest. Yvonne lijdt onder zijn afwezigheid en verzwijgt hem de ernst van haar ziekte. Ze zou dolgraag hebben dat hij zijn gevaarlijk werk opgeeft om elders een nieuw leven te beginnen. 
Op een avond, tijdens het huwelijksfeest van een van zijn bemanningsleden, wordt hij opgeroepen om een vrachtschip in nood te hulp te snellen. Hij slaagt erin het schip in veiligheid te brengen. De kapitein van het vrachtschip weigert hem echter te betalen en slaat op de vlucht. André wordt verliefd op de vrouw van de gevluchte kapitein, die met haar man meereisde.

## Rolverdeling
| Acteur           | Personage        | Beschrijving                                   |
| ---------------- | ---------------- | ---------------------------------------------- |
| Michèle Morgan   | Catherine        | vrouw van Marc op wie André verliefd wordt     |
| Jean Gabin       | André Laurent    | kapitein van de bergingssleepboot 'Le Cyclone' |
| Madeleine Renaud | Yvonne Laurent   | de zieke vrouw van André                       |
| Fernand Ledoux   | Kerlo            | het hoofd van de bemanning van 'Le Cyclone'    |
| Charles Blavette | Gabriel Tanguy   | luitenant van 'Le Cyclone'                     |
| Jean Marchat     | Marc             |                                                |
| Nane Germon      | Renée Tanguy     | de ontrouwe vrouw van Gabriel                  |
| Anne Laurens     | Marie Poubennec  | de jonge vrouw van Poubennec                   |
| Raymone          |                  | kamermeisje van het hotel                      |
| Marcel Duhamel   | meneer Poubennec |                                                |
| Jean Dasté       |                  | de marconist van 'Le Cyclone'                  |
| Henri Poupon     | dokter Molette   |                                                |
| Léonce Corne     |                  | een genodigde op het huwelijksfeest            |
| René Bergeron    | Georges          | luitenant van de 'Mirva'                       |
| Henri Crémieux   |                  | de administrateur                              |
| Marcel Perès     | Le Meur          | een matroos van 'Le Cyclone'                   |
| Henri Pons       | Royer            |                                                |
| Jean Sinoël      |                  | de reder                                       |
| Alain Cuny       |                  | een matroos van de 'Mirva'                     |
| Lucien Coëdel    |                  | een matroos van 'Le Cyclone'                   |
| Marcel Melrac    |                  | een matroos van 'Le Cyclone'                   |
| Robert Dhéry     |                  | matroos op het huwelijksfeest                  |

## Productie
De scène van André en Catherine aan een trap werd gefilmd op locatie aan de Cours Dajot in Brest.